# 周原學
周原學（1428年—？），字希古，湖廣黃州府蘄州廣濟縣（今湖北省武穴市）人，明朝政治人物。同進士出身。

## 生平
湖廣鄉試第二名。成化二年（1466年）丙戌科會試第七十八名，殿試登進士第三甲第三十四名。

## 家族
曾祖周叔達。祖父周記賢。父亲周思敬，曾任訓導。